# Gabi Delgado
Gabi Delgado, pseudonimo di Gabriel Delgado-López (Cordova, 18 aprile 1958 – 22 marzo 2020), è stato un cantante spagnolo.
Fu voce e paroliere dei D.A.F.

## Biografia
Fece parte del gruppo punk Mittagspause, dei Charlie's Girls e quindi dei D.A.F.;  continuò la sua attività con i Delkom. Nel 1995 avviò in collaborazione con l'attore tedesco Wotan Wilke Möhring il progetto DAF/DOS.
Militò anche nei gruppi: 2 German Latinos, Anti-Time, DAS, Deutschland Terzett, F/X, Futur, Future Perfect, Neue Weltumfassende Resistance e Voov Delkom Force.

## Discografia parziale

### Discografia con i D.A.F.
- Ein Produkt der Deutsch-Amerikanischen Freundschaft, LP (Ata Tak)
- Die Kleinen und die Bösen, LP (Mute Records)
- Kebab-Träume / Gewalt, 7" (Mute Records)
- Goldenes Spielzeug, 12" (Virgin Records (UK))
- Sex unter Wasser, 7" (Virgin Records (UK))
- Alles ist gut, LP (Virgin Records (UK))
- Der Mussolini, 7" (Virgin Schallplatten GmbH)
- Der Räuber und der Prinz / Tanz mit mir, 7" (Mute Records)
- Liebe auf den ersten Blick, 7" (Virgin Schallplatten GmbH)
- Gold und Liebe, LP (Virgin Records (UK))
- Der Mussolini, 12" (Virgin Records (UK))
- Alles ist gut, LP (Virgin Schallplatten GmbH)
- Kebab-Träume, 12" (Virgin Schallplatten GmbH)
- Für Immer, CD (Virgin Records (UK))
- Kebab-Träume, 7" (Virgin Schallplatten GmbH)
- Für Immer, LP (Virgin Schallplatten GmbH)
- Für Immer, LP (Virgin Records (UK))
- Verlieb' Dich in mich / Ein bisschen Krieg, 12" (Virgin Records (UK))
- Absolute Body Control, 12" (Illuminated Records)
- Brothers, 7" (Illuminated Records)
- Brothers, 12" (Illuminated Records)
- 1st Step to Heaven, LP (Ariola)
- 1st Step to Heaven, CD (Ariola)
- Der Mussolini / Der Räuber und der Prinz, 12" (Virgin Schallplatten GmbH)
- D.A.F., LP (Virgin Records (UK))
- Liebe auf den ersten Blick '88 Remix, 12" (Virgin Schallplatten GmbH)
- D.A.F., CD (Virgin Schallplatten GmbH)
- Verschwende deine Jugend / El Que, 12" (Virgin Schallplatten GmbH)
- Die Kleinen und die Bösen, CD (Mute Records)
- Die Kleinen und die Bösen, LP (Human Wrechords)
- Alles ist gut, CD (The Grey Area)
- Für Immer, CD (The Grey Area)
- Gold und Liebe, CD (The Grey Area)
- Der Mussolini, 12" (The Grey Area)
- Ein Produkt der Deutsch-Amerikanischen Freundschaft, CD (The Grey Area)
- Fünfzehn neue D.A.F-Lieder, 2x12" (Superstar Recordings)
- Der Sheriff (Anti-Amerikanisches Lied), CD5" (Superstar Recordings)
- Fünfzehn neue D.A.F-Lieder, CD (Subspace Communications)
- Der Sheriff (Anti-Amerikanisches Lied), CD5" (541)
- Fünfzehn neue D.A.F-Lieder, CD (Superstar Recordings)
- Der Räuber und der Prinz (DUPLICATE), 7" (Mute Records)